# Đền thờ Lê Hoàn
Đền thờ Lê Hoàn nằm ở làng Trung Lập, xã Xuân Lập, huyện Thọ Xuân, tỉnh Thanh Hóa, Việt Nam. Năm 2018, đền thờ Lê Hoàn được xếp hạng Di tích quốc gia đặc biệt. Trong đền còn lưu giữ nhiều đồ vật quý, đặc biệt có một đĩa bằng đá trắng, đường kính 36 cm trong lòng đĩa ghi chữ: "Giang Nam nhất phiến tuyết; Trác khí vạn niên trân".
Khác với đền vua Lê Đại Hành ở cố đô Hoa Lư, đền ở đây quy mô nhỏ hơn, ít tiểu tiết tinh xảo và không thờ những người liên quan như Lê Long Đĩnh, thái hậu Dương Vân Nga.v.v.
Lễ hội truyền thống Lê Hoàn nhân kỷ niệm ngày mất của ông diễn ra từ ngày 7-3 đến 9 - 3 âm lịch (giỗ chính ngày 8-3 âm lịch) hàng năm tại làng Trung Lập, xã Xuân Lập, huyện Thọ Xuân. Cùng dịp với lễ hội cố đô Hoa Lư - nơi gắn bó với sự nghiệp của ông, nhưng lễ hội làng Trung Lập ở quy mô nhỏ hơn.
Với vai trò là chủ tọa Hội thảo "Lê Hoàn - Quê hương và sự nghiệp" ngày 06/8/2016, Giáo sư, Phan Huy Lê - Chủ tịch Hội Khoa học Lịch sử Việt Nam đã phát biểu tổng kết: Sử sách chép Lê Hoàn người Trường Châu (Ninh Bình) hay Ái Châu (Thanh Hóa) hay Bảo Thái (Hà Nam), mỗi ý kiến đều có những căn cứ nhất định, nhưng chỉ qui về một địa phương là không rõ ràng và xác đáng.
1. Trường Châu (Ninh Bình) là nơi ông nội của Lê Hoàn là Lê Lộc cùng vợ là Cao Thị Khương đã từng sinh sống và từ đó chuyển đến Bảo Thái lập nghiệp. Không rõ quê gốc của Lê Lộc ở đâu, nhưng ông có sống ở Trường Châu trong một thời gian trước khi tới Bảo Thái.
2. Bảo Thái (Hà Nam) là nơi định cư của Lê Lộc, ông nội của Lê Hoàn. Tại đây Lê Lộc sinh ra Lê Hiền là cha của Lê Hoàn. Bảo Thái là quê hương hai đời (không trọn vẹn) của Lê Hoàn, có thể coi là quê tổ của Lê Hoàn. Đại Nam nhất thống chí cũng coi "mộ tổ của Lê Đại Hành" ở Bảo Thái.
3. Ái Châu (Thanh Hóa) là nơi Lê Hoàn sinh ra. Lê Hiền và vợ là Đặng Thị Khiết chuyển vào Trung Lập, huyện Thọ Xuân, từ đây sinh ra Lê Hoàn, sau được viên Quan sát họ Lê nhận làm con nuôi. Đây là nơi sinh của Lê Hoàn và quê hương của cha nuôi.